# Joseph Daniel Böhm

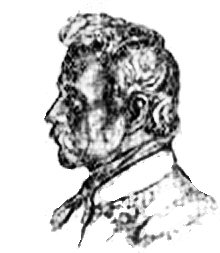
Joseph Daniel Böhm.

Joseph Daniel Böhm, född den 16 mars 1794 i Wallendorf, död den 15 augusti 1865 i Wien, var en österrikisk bildhuggare och medaljgravör, far till sir Joseph Boehm.
Böhm studerade i Italien, där han blev vän med Bertel Thorvaldsen, samt blev sedermera direktör för kejserliga gravörakademien i Wien. Hans betydelse som konstnär ligger inte endast i hans många medaljer och kaméer utan även i det inflytande han utövade på yngre konstnärer.